# Tòa nhà Empire State
Tòa nhà Empire State là một tòa nhà 102 tầng tại giao điểm của Đại lộ 5 và Phố 34 West Street Thành phố New York, Hoa Kỳ. Tổng chiều cao của nó là 1454 feet (443,3 m) nếu tính cả ăng-ten. Tên tòa nhà được đặt theo biệt danh của tiểu bang New York. Tòa nhà được thiết kế bởi Shreve, Lamb and Harmon. Ngày 22 tháng 1 năm 1930, Empire State được chính thức khởi công xây dựng (động thổ). Nó được hoàn thành vào ngày 1 tháng 5 năm 1931 và là tòa nhà cao nhất thế giới cho đến năm 1972 cho tới khi tòa nhà World Trade Center hoàn thành. Sau sự kiện 11 tháng 9, khi tòa nhà World Trade Center bị phá hủy, tòa nhà này một lần nữa trở thành tòa nhà cao nhất New York, cho đến khi One World Trade Center với độ cao lớn hơn được hoàn thành vào 30 tháng 4 năm 2012.
Empire State được xem là một biểu tượng văn hóa của Hoa Kỳ. Nó được thiết kế theo phong cách Art Deco và được mệnh danh là một trong 7 kỳ quan thế giới hiện đại theo American Society of Civil Engineers. Toàn nhà và nội thất tầng trên của nó được chỉ định là các biểu tượng của Ủy ban Bảo tồn Landmark thành phố New York, và được xác nhận bởi New York City Board of Estimate. Nó được chỉ định là biểu tượng lịch sử quốc gia Hoa Kỳ năm 1986. Năm 2007, tòa nhà được xếp hạng nhất theo danh sách các công trình kiến trúc Hoa Kỳ được ưa thích của AIA.
Tòa nhà thuộc sở hữu của Empire State Realty Trust do ông Anthony Malkin làm giám đốc, chủ tịch và CEO. Năm 2010, Empire State Building được đại trùng tu với chi phí 550 triệu USD, trong đó 120 triệu USD dành cho việc chuyển đổi tòa nhà thành cấu trúc tiết kiệm năng lượng và thân thiện môi trường hơn. Nhận được giải vàng về thiết kế môi trường và năng lượng (LEED) vào tháng 9 năm 2011, Empire State Building là LEED cho tòa nhà cao nhất được chứng nhận ở Hoa Kỳ.

## Danh mục tham khảo
- Aaseng, Nathan (1998). Construction: Building the Impossible. Minneapolis, MN: The Oliver Press, Inc. ISBN 978-1-881508-59-5.
- Bascomb, Neal (2003). Higher: A Historic Race to the Sky and the Making of a City. New York: Doubleday. ISBN 978-0-385-50660-1.
- Goldman, Jonathan (1980). The Empire State Building Book. New York: St. Martin's Press. ISBN 978-0-312-24455-2.
- James, Theodore, Jr. (1975). The Empire State Building. New York: Harper & Row. ISBN 978-0-06-012172-3.{{Chú thích sách}}:  Quản lý CS1: nhiều tên: danh sách tác giả (liên kết)
- Kingwell, Mark (2006). Nearest Thing to Heaven: The Empire State Building and American Dreams. New Haven, CT: Yale University Press. ISBN 978-0-300-10622-0.
- Pacelle, Mitchell (2001). Empire: A Tale of Obsession, Betrayal, and the Battle for an American Icon. New York: Wiley. ISBN 978-0-471-40394-4.
- Tauranac, John (1995). The Empire State Building: The Making of a Landmark. New York: Scribner. ISBN 978-0-684-19678-7.
- Wagner, Geraldine B. (2003). Thirteen Months to Go: The Creation of the Empire State Building. San Diego, CA: Thunder Bay Press. ISBN 978-1-59223-105-8.
- Willis, Carol; Friedman, Donald (1998). Building the Empire State. New York: W.W. Norton. ISBN 978-0-393-73030-2.